# کایدتنس
کایدتنس (به اسپانیایی: Calldetenes) یک شهرستان در اسپانیا است که در استان بارسلون واقع شده‌است.

## خصوصیات
کایدتنس ۵٬۸ کیلومترمربع مساحت و ۲٬۴۲۶ نفر جمعیت دارد و ۴۸۲ متر بالاتر از سطح دریا واقع شده‌است.